# Список керівників держав 600 року
Список керівників держав 599 року — 600 рік — Список керівників держав 601 року — Список керівників держав за роками

## Європа
- Аварський каганат — каган Баян (562—602)
- Арморика — король Хоель III  (594-612)
- Баварія — герцог Тассілон I (593/595—610)
- Британські острови:
  - Англія — бретвальда Етельберт I (591-616)
  - Берніція — король Етельфріт (593-616)
  - Бріхейніог — король Ідваллон ап Лліварх (580–620)
  - Вессекс — король Келвульф (597-611)
  - Гвінед — король Яго ап Белі (599-613)
  - Дал Ріада — король Айдан Віроломний (574–608)
  - Дейра  — король Етельрік (588–604)
  - Дівед — король Артуір ап Петрок (595-615)
  - Думнонія — король Бледрик ап Костянтин (598-613)
  - Елмет — король Кередіг ап Гваллог (586–616)
  - Ессекс — король Следда  I (587–604)
  - Каер Гвенддолеу — король Араун ап Кінварх (573 — бл. 630)
  - Кент — король Етельберт I (591-616)
  - Мерсія — король Пібба (593-606)
  - Південний Регед — король Гвайд ап Двіуг (593-613)
  - Північний Регед — король Елфін ап Оуен (595-616)
  - Королівство піктів — король Нехтон II (599-620)
  - Королівство Повіс — король Кінан Гаруін (бл. 560 — бл. 610)
  - Стратклайд(Альт Клуіт) — король Рідерх Щедрий (580–613)
  - Східна Англія — король Редвальд (593-624)
- Бро Варох — король Канао II (594-635)
- Вестготське королівство — король Реккаред I (586–601)
- Візантійська імперія — імператор Маврикій (582–602)
  - Африканський екзархат — екзарх Іраклій (598-610)
  - Равеннський екзархат — екзарх Каллінік (598-603)
- Ірландія — правили спільно верховний король Аед Слане мак Діармайт (598-604) та верховний король Колман Рімід мак Баетан (598-604)
  - Айлех — король Колман Рімід мак Баетан (580–604)
  - Коннахт — король Уату (577–601/602)
  - Ленстер — король Брандуб мак Ехах (595-605)
  - Манстер — король Амалгайд мак Енда (590–600), його змінив король Фінген мак Аедо Дуйб (600-618)
  - Улад — король Фіахне мак Баетан (588–626)
- Королівство лангобардів — король Агілульф (590–615/616)
  - Герцогство Беневентське— герцог Арехіз I (591-641)
  - Герцогство Сполетське — герцог Аріульф (592-602)
  - Герцогство Фріульське — герцог Гізульф II (590–610)
- Святий Престол — папа римський Григорій I (590–604)
- Франкське королівство:
  - Австразія —
    - король Теодеберт II (596-612)
    - мажордом Ванделен (581–585), його змінив мажордом Гундульф (596-612)

  - Бургундія —
    - король Теодоріх II (595-612)
    - мажордом Бертоальд (599-604)

  - Нейстрія — король Хлотар II (584—629)
- Фризія — король Аудульф (600-?)
- Швеція — король Йостен (бл. 575 — бл. 600), його змінив король Сьйольве (600-615)

## Азія
- Абазгія — князь Фініктіос (бл. 580 — бл. 610)
- Аль-Хіра (Династія Лахмідів) — цар Аль-Ну'ман III ібн аль-Мундір (580–602)
- Вансуан — імператор Лі Нам Де II (571–602)
- Диньяваді (династія Сур'я) — раджа Сур'я Пабба (575–600), його змінив раджа Сур'я Сіт'я (600–618)
- Джабія (династія Гассанідів) — цар Аль-Айхам VII ібн Джабала (?-614)
- Індія:
  - Вішнукундина — цар Янссрайя Мадхав Варма IV (573–621)
  - Гаудадеша — раджа Шашанка (590—626)
  - Західні Ганги — магараджа Мушкара (579—604)
  - Камарупа — цар Супратістхіварман (595—600), його змінив брат цар Бхаскарварман (600—650)
  - Маітрака — магараджа Сіладіт'я I (595—615)
  - Династія Паллавів  — махараджа Махендраварман I (571—630)
  - Держава Пандья — раджа Мараварман Авані Куламані (590—620)
  - Раджарата — раджа Аггабодхі II (564—608)
  - Чалук'я — раджа Мангалеша (597—609)
- Картлі — ерісмтавар Стефаноз I (590—627)
- Кахетія — князь Адарнасе I 580—639/642
- Китай:
  - Династія Суй — імператор Ян Цзянь (Вень-ді) (581—604)
  - Тогон — Мужун Фуюнь (597—635)
- Корея:
  - Когурьо — тхеван (король) Йонянхо (590—618)
  - Пекче — король Поп (599—600), його змінив король Му (600—641)
  - Сілла — ван Чінпхьон (579—632)
- Паган — король Хтун Шіт (598—613)
- Персія:
  - Держава Сасанідів — шахіншах Хосров II Парвіз (591—628)
- Тарума (острів Ява) — цар Кертаварман (561—628)
- Тюркський каганат — каган Кара-Чурін-Тюрк (599—603)
- Чампа — князь Самбуварман (572—629)
- Ченла — раджа Махендраварман (598—610)
- Японія — імператриця Суйко (592—628), правила за допомогою небіжа принца Шьотоку (592—622)

## Африка
- Аксумське царство — негус Ісраель (бл. 590 — бл. 600), його змінив негус Герсем (600-614)

## Північна Америка
- Цивілізація Майя:
  - Бонампак — божествений цар Йахав Чан Муван I (600-605)
  - Канульське царство — цар Ук'ай Кан (579–611)
  - Копан — цар К'ак'-Ті-Чан (578–628)
  - місто Паленке — цариця Іш Йо'ль Ік'наль (583–604)